# Liriomyza edmontonensis
Liriomyza edmontonensis este o specie de muște din genul Liriomyza, familia Agromyzidae, descrisă de Spencer în anul 1969. Conform Catalogue of Life specia Liriomyza edmontonensis nu are subspecii cunoscute.